# ТСК-Таврія
ТСК-Таврія — російський футбольний клуб створений у 2014 році на базі українського футбольного клубу «Таврія» (м. Сімферополь).

## Передумови до створення
Після окупації Криму Російською Федерацією у березні 2014 року постало питання про подальшу долю українських футбольних клубів, розташованих на території Криму. Враховуючи те, що згідно зі статутними нормами міжнародних футбольних організацій ФІФА та УЄФА, членами яких є Російський Футбольний Союз, футбольний клуб, зареєстрований на території країни-члену цих організацій не має права брати участь в змаганнях іншої країни без згоди на то усіх трьох сторін (країна, в який зареєстровано клуб, країна, в який клуб хоче брати участь, та міжнародні футбольні організації), російською стороною було вирішено змінити назви кримських клубів, та перереєструвати їх, як нові юридичні особи. Таким чином Російський Футбольний Союз намагався обійти статутні норми ФІФА й УЄФА, та прийняти українські клуби, розташовані на території анексованого Криму до своїх футбольних змагань.

### Участь в змаганнях під егідою РФС
12 серпня 2014 року ТСК провів офіційний матч в рамках 1/256 фіналу Кубку Росії. На домашньому стадіоні РСК «Локомотив» клуб ТСК поступився іншій команді з Кримського півострову СКЧФ з рахунком 0:2. Після проведення цього поєдинку президент Федерації Футболу України Анатолій Коньков звернувся до ФІФА та УЄФА з офіційною заявою, в якій в чергове йдеться про неприпустимість участі українських клубів в футбольних турнірах іншої країни.

## Відомі футболісти
- Олексій Годін
- В'ячеслав Базилевич
- Сергій Сібіряков
- Руслан Платон
- Антон Монахов